# Nicole De Grande-De Kimpe
Nicole Leonie Jean Marie De Grande-De Kimpe (Antuérpia, 7 de setembro de 1936 – 23 de julho de 2008) foi uma matemática belga, conhecida como pioneira da análise funcional p -ádica, e particularmente por seu trabalho sobre espaços vetoriais topológicos localmente convexos sobre campos com avaliações não-arquimedianas.

## Vida e formação
De Grande-De Kimpe nasceu em 7 de setembro de 1936 em Antuérpia, filha única de um estivador que morava em Hoboken, onde cresceu, frequentou o ensino médio e aprendeu a tocar violino. Estudou matemática com uma bolsa de estudos na Universidade de Ghent, onde completou seu curso de especialização em análise matemática em 1958 e conseguiu um emprego como professora de matemática do ensino médio. Obteve um doutorado 1970, orientada por Hans Freudenthal na Universidade de Utrecht.

## Vida posterior e carreira
Após um ano de pesquisa de pós-doutorado com Freudenthal em Utrecht, De Grande-De Kimpe assumiu um cargo em 1971 na Vrije Universiteit Brussel, a metade flamenga da recém-dividida Universidade Livre de Bruxelas.
Lá, ela e Lucien Van Hamme organizaram um seminário de longa duração sobre análise {\displaystyle p}-ádica a partir de 1978, e sediaram uma conferência internacional sobre o assunto em 1986. Reconhecendo que havia massa crítica suficiente para uma conferência internacional mais especializada sobre análise funcional {\displaystyle p}-ádica, De Grande-De Kimpe fundou a série de Conferências Internacionais sobre análise funcional {\displaystyle p}-ádica, com os cofundadores Javier Martínez Maurica e José Manuel Bayod, começando com a primeira conferência em 1990 na Espanha. Também atuou como chefe do departamento de matemática em sua universidade.
Morreu em 23 de julho de 2008.